# 窮奇
窮奇（きゅうき、拼音: qióngjī チオンジー）は、中国神話に登場する怪物あるいは霊獣の一つ。四凶の一つとされる。
中国最古の地理書『山海経』では、「西山経」四の巻で、ハリネズミの毛が生えた牛で、邽山（けいざん）という山に住み、イヌのような鳴き声をあげ、人間を食べるものと説明しているが、「海内北経」では人食いの翼をもったトラ
で、人間を頭から食べると説明している。五帝の1人である少昊の不肖の息子の霊が邽山に留まってこの怪物になったともいう。
『山海経』にならって書かれた前漢初期の『神異経』では、前述の「海内北経」と同様に有翼のトラで、現在ではこちらの姿の方が一般的となっている。人語を理解し、人が喧嘩していると正しいことを言っている方を食べ、誠実な人がいるとその人の鼻を食べる。悪人がいると野獣を捕まえてその者に贈るとしている。
善人を害するという伝承がある反面、宮廷でおこなわれた大儺（たいな）の行事に登場する十二獣（災厄などを食べてくれる12匹の野獣。十二神とも呼ばれる。）の中にも窮奇という名の獣がおり、悪を喰い亡ぼす存在として語られている。
『淮南子』では、「窮奇は広莫風（こうばくふう）を吹き起こす」とあり、風神の一種とみなされていた。これに対して後漢の高誘は「窮奇は天神である。北方におり、道足、両龍に乗り、形が虎に似ている」と注を付けている。『春秋左氏伝』や『後漢書』にも登場する。

## 日本への影響
日本の風の妖怪である鎌鼬（かまいたち）を「窮奇」と漢字表記して読ませることがあるが、これは窮奇が「風神」と見なされていたことや、かつての日本の知識人が中国にいるものは日本にもいると考えていたことから、窮奇と鎌鼬が同一視されたために出来た熟字訓であると考えられている。